# ميراك (خورخورة)
میراك (بالفارسية: میرک) هي منطقة سكنية تقع في إيران في كردستان. يقدر عدد سكانها بـ 36 نسمة بحسب إحصاء 2016.